# 기벌포 전투
기벌포 전투는 나당 전쟁 중인 676년 신라와 당나라가 금강 하구인 기벌포(현 충청남도 서천군 장항읍) 앞바다에서 벌인 전투이다. 신라는 이 전투에서 당나라의 대군을 격파하여 나당 전쟁에서 최종 승리하였다.

## 개요
신라군은 매소성 전투에서 군마 30,380마리와 30,000 여명 분의 무기를 노획하는 대승리를 거두었다. 이 전투에서 승리함으로써 신라는 전쟁의 주도권을 장악했고, 신라군과 당나라군은 이후에도 크고 작은 전투를 18차례에 걸쳐 벌였다.
이에 당은 육로로 신라의 한강 방어선을 돌파하는 것은 어렵다고 판단하고 기벌포에 설인귀(薛仁貴)가 이끄는 함대를 침입시켜 신라의 측면을 공격하였다.
신라는 이미 673년에 함선 1백 척과 해군을 서해에 배치시켜 방비하고 있었다. 설인귀의 수군이 덕적도 앞을 지나 금강 입구로 향하고 있다는 사실이 신라군에게 전달되자, 사찬(沙飡) 시득(施得)이 함선을 이끌고 기벌포로 향했다. 처음에 신라군은 당군의 선제 공격에 적절히 대응하지 못해 패배하였다. 그러나 이후 22번의 크고 작은 전투 끝에 신라가 승리하였다. 이 전투에서 당나라는 상당수의 전함과 4,000여 명의 군사를 잃었다. 이 패배로 당나라는 더 이상 전쟁 수행의 의지를 상실했다.

## 의의 및 평가
기벌포 전투로 신라는 작게는 서해에서의 제해권을 장악하였고, 크게는 7년에 걸친 나당 전쟁에서 최종 승리를 거두고 당의 세력을 한반도에서 몰아내었다.

## 같이 보기
- 기벌포
- 설인귀